# 金原まさ子
金原 まさ子（きんばら まさこ、1911年2月4日 - 2017年6月27日）は、俳人。東京生まれ。本名：金原 マサ。

## 人物
父は三和信託に勤めるサラリーマンで家庭は裕福であった。少女時代は友達を作らず『新青年』『苦楽』『譚海』といった文芸雑誌を購読し、夢野久作や初期の江戸川乱歩、龍膽寺雄、川端康成の「片腕」などの作品を好んで読んでいた。三輪田高等女学校を卒業後、飯田橋の料理学校に入り、ここで知り合った友人を介してダンスの世界に触れる。その後結婚し、以降はほぼ専業主婦として生活。戦時下では育児日記を書き綴りNHK『新・ドキュメント太平洋戦争』シリーズで取り上げられた。戦後は49歳で俳句をはじめる。1970年、桂信子主催の『草苑』創刊同人、1973年、草苑しろがね賞を受賞、1979年、草苑賞を受賞。後年、映画『戦場のメリークリスマス』で坂本龍一のファンになり影響を受けるとともに、男性同士の耽美的世界にめざめる。
2001年より今井聖主催の『街』同人、2007年、鳴戸奈菜が代表を務める『らん』に「金子彩」の筆名で入会。2010年、第三句集『遊戯（ゆげ）の家』を99歳で出版、「春暁の母たち乳をふるまうよ」「青蜥蜴なぶるに幼児語をつかう」など、年齢を感じさせない感性が「99歳の不良少女」の惹句とともに注目される。100歳になって「金原まさ子百歳からのブログ」をはじめ、ほぼ毎日1句を更新。2013年2月、ブログでの発表句「エスカルゴ三匹食べて三匹嘔（は）く」などを収めた第4句集『カルナヴァル』、4月にエッセイ集『あら、もう102歳』を出版。2013年9月16日、敬老の日にちなんでテレビ朝日『徹子の部屋』にゲスト出演、自身の半生や自由な心境を語った。2014年、句集『カルナヴァル』で第69回現代俳句協会賞特別賞を受賞。
2017年6月27日、胃がんのため横浜市の病院で死去した。106歳没。

## 著書リスト
句集
- 冬の花（草苑俳句会）
- 弾語り（草苑俳句会）
- 遊戯の家（金雀枝舎、2010年10月）
- カルナヴァル（草思社、2013年2月）

エッセイ集
- あら、もう102歳――俳人 金原まさ子の、ふしぎでゆかいな生き方（草思社、2013年4月）